# Beopseong-myeon
Beopseong-myeon (koreanska: 법성면) är en socken i kommunen Yeonggwang-gun i provinsen Södra Jeolla i den sydvästra delen av Sydkorea, 250 km söder om huvudstaden Seoul. 